# Räddningsplanka
Räddningsplanka kallas en planka eller annat flytande föremål som kan användas av en skeppsbruten för att hålla sig flytande och undvika drunkning efter ett skeppsbrott. I överförd betydelse används ordet allmänt för att beskriva något som kan rädda en person ur en svår situation.